# Dværgtrappe
Dværgtrappe (latin: Tetrax tetrax) er en fugleart, der lever i det vestlige Europa, Marokko og Centralasien.